# Lægenådesurt
Lægenådesurt (Gratiola officinalis), også skrevet Læge-Nådesurt, er en flerårig, urteagtig plante med opret vækst og hvide blomster. Den er sjældent set i Danmark og findes her kun under dyrkede forhold.

## Kendetegn
Lægenådesurt er en flerårig, urteagtig plante med en opret, uforgrenet vækst. Stænglen er svagt firkantet i tværsnit, og den bærer bladene korsvis modsat. Bladene er ustilkede, lancetformede med langt udtrukket spids og hel eller spredt takket rand. Begge bladsider er lyst græsgrønne. Blomstringen foregår i juli-august, hvor man finder de langstilkede blomster siddende enkeltvis i bladhjørnerne. Blomsterne er 5-tallige, men fremtræder 4-tallige, da de to øverste kronblade er sammenvoksede, så de kun har to lapper yderst. Kronbladene er hvide (eller svagt rosa) med et gult kronrør. Frugterne er kapsler med mange frø.
Rodsystemet består af en vandret jordstængel med et trævlet rodnet. Planten danner korte udløbere fra jordstænglen. Alle dele af planten må anses for at være giftige.
Planten når en højde på ca. 0,25 m og en bredde på ca. 15 cm.

## Hjemsted
Lægenådesurt er naturligt udbredt i Mellemøsten, Kaukasus, Centralasien, Sibirien og i det meste af Central-, Øst- og Sydeuropa. I Danmark findes den kun som dyrket. Overalt er den knyttet til lysåbne voksesteder uden konkurrence fra andre planter. Jordbunden skal være vedvarende fugtig, svagt sur til neutral og næringsfattig.
Langs floden Dravas løb i Kroatien findes en vegetation af fugtelskende plantearter. Her vokser denne art sammen med bl.a. almindelig vandrøllike, brudelys, flydende hornnød, grenet vejbred, mannasødgræs, piskeris, Schoenoplectus triqueter (en art af Kogleaks), skavgræs, sommerhvidblomme, Star (flere arter), storblomstret kodriver og tæppegræs

## Anvendelse
Lægenådesurt har været brugt som middel mod gigt og leverlidelser og desuden som vanddrivende og udrensende middel og ved hjertesygdomme. Planten indeholder alkaloider, flavonoider, saponiner og mannitol. Nogle forfattere anser den for at være giftig.

## Galleri
|  |  |  |  |

## Note
1. ↑  Janos Csiky og Dragica Purger: Monitoring of plant species along the Drava river and in Baranja (Croatia) Arkiveret 5. december 2013 hos  Wayback Machine – oversigt over arter, man ønsker at holde under tilsyn i Kroatien ((engelsk))
2. ↑  Muhammad Zia-Ul-Haq, Ayesha Kausar, Shakir Ahmad Shahid, Mughal Qayum, Shakeel Ahmad og Inamullah Khan: Phytopharmacological profile of Gratiola officinalis - pakistansk undersøgelse af plantens brugbarhed som lægemiddel ((engelsk))
3. ↑  Roth, Daunderer og Kormann: Giftpflanzen Pflanzengifte, 6. opl, 2012. ISBN 978-3-86820-009-6